# Shuhei Akasaki
Shuhei Akasaki (赤﨑 秀平 Akasaki Shuhei?), född 1 september 1991 i Kagoshima prefektur, är en japansk fotbollsspelare.
Akasaki började sin karriär 2013 i Kashima Antlers. Med Kashima Antlers vann han japanska ligan 2016, japanska ligacupen 2015 och japanska cupen 2016. 2017 flyttade han till Gamba Osaka. Efter Gamba Osaka spelade han för Kawasaki Frontale, Nagoya Grampus och Vegalta Sendai.